# Західноафриканська асоціація розвитку рису
Західноафриканська асоціація розвитку рису (англ. West Africa Rice Development Association, WARDA, інколи Africa Rice Center) — автономна міжурядова дослідницька асоціація, до якої входить кілька країн-членів. Також це один з 15 міжнародних центрів сільськогосподарчих досліджень, що підтримуються Консультативною групою міжнародних досліджень з сільського господарства (CGIAR).
1. ↑  ROR Data — v1.19 — 2023. — doi:10.5281/ZENODO.7644942